# Крипульский сельсовет
Крипульский сельсовет — административная единица на территории Докшицкого района Витебской области Белоруссии.

## Состав
Крипульский сельсовет включает 18 населённых пунктов:
- Берёзовка — деревня.
- Буй — деревня.
- Веретейка — деревня.
- Ветахмо — деревня.
- Вороны — деревня.
- Глинище — деревня.
- Гнездилово — агрогородок.
- Дегтяри — деревня.
- Жары — деревня.
- Коляги — деревня.
- Крипули — деревня.
- Куты — деревня.
- Матеевцы — деревня.
- Отрубок — деревня.
- Северное Гнездилово — деревня.
- Селище — деревня.
- Флорьяново — деревня.
- Южное Гнездилово — деревня.

Упразднённые населенные пункты на территории сельсовета:
- Волосатка — деревня.
- Круки — деревня.